# 忠岡町
忠岡町（日语：／ Tadaoka chō */?）是位於日本大阪府西南部，泉州地區的行政區劃，面積僅3.97平方公里，現為全日本面積最小的町級行政區劃，人口密度則次於福岡縣志免町、廣島縣府中町、愛知縣大治町，為全日本第四高的町村級行政區劃。

## 人口
| 忠岡町人口分布圖 |                                               |  |
| 忠岡町與日本全國年齡別人口分布比較圖 （2005年資料） | 忠岡町的年齡、男女別人口分布圖 （2005年資料） |  |
| ■紫色是忠岡町 ■綠色是全国 | ■藍色是男性 ■紅色是女性                       |  |
| 忠岡町人口變化 \| 1970年 \| 16,795人 \| \| \| 1975年 \| 17,754人 \| \| \| 1980年 \| 18,053人 \| \| \| 1985年 \| 17,223人 \| \| \| 1990年 \| 17,566人 \| \| \| 1995年 \| 17,098人 \| \| \| 2000年 \| 17,509人 \| \| \| 2005年 \| 17,586人 \| \| \| 2010年 \| 18,149人 \| \| \| 2015年 \| 17,298人 \| \| \| 2020年 \| 16,567人 \| \| |                                               |  |
| 資料來源：日本總務省統計中心提供之人口普查數據 |                                               |  |
| 1970年 | 16,795人                                      |  |
| 1975年 | 17,754人                                      |  |
| 1980年 | 18,053人                                      |  |
| 1985年 | 17,223人                                      |  |
| 1990年 | 17,566人                                      |  |
| 1995年 | 17,098人                                      |  |
| 2000年 | 17,509人                                      |  |
| 2005年 | 17,586人                                      |  |
| 2010年 | 18,149人                                      |  |
| 2015年 | 17,298人                                      |  |
| 2020年 | 16,567人                                      |  |

## 歷史
現在的忠岡町範圍在令制國時代屬於和泉國和泉郡，到江戶時代時則包括忠岡村、上馬瀨村、下馬瀨村、北出村、高月村共5個村，分屬淀藩、小泉藩、一橋德川家的領地；1889年，實施町村制，這些區域合併為忠岡村，此後，轄區便未再有變化。1939年，忠岡村改制為忠岡町。雖然在2003年曾被規劃與岸和田市合併，但最終在町內的公民投票中未獲通過。

### 變遷表
| 1889年4月1日 | 1889年 - 1926年 | 1926年 - 1944年      | 1945年 - 1954年      | 1955年 - 1988年      | 1989年 - 现在        | 现在                 |
| ------------ | --------------- | -------------------- | -------------------- | -------------------- | -------------------- | -------------------- |
| 忠冈村       | 忠冈村          | 1939年10月1日 忠冈町 | 1939年10月1日 忠冈町 | 1939年10月1日 忠冈町 | 1939年10月1日 忠冈町 | 1939年10月1日 忠冈町 |

## 交通
由於忠岡町轄區為東西長，南北窄，雖然有南海本線和阪和線兩條鐵路路線以南北向通過轄內中部及東部，但通過長度分別僅約900公尺及600公尺，在轄內也僅有南海本線設有忠岡車站，而位於轄內東部的軌道交通則需往北至位於和泉市內的和泉府中車站。

### 鐵路
- 南海電氣鐵道
  -  南海本線:（←泉大津市） - 忠岡車站 - （岸和田市→）

## 姊妹、友好城市

### 海外
- 碧水（英语：Pittwater）（澳大利亞新南威爾士州）

## 本地出身之名人
- 梁勇基：在日朝鲜人，足球運動選手，曾加入朝鮮國家足球隊。
- 前田健太：棒球選手
- 藤本博史：曾效力於中信鯨的棒球選手